# Формация Кап-Копенгаген
Форма́ция Кап-Копенга́ген, Кап-Кобенха́вн, Кейп-Кобенхавн (дат. Kap København Formation, буквально: формация мыса Копенгаген) — геологическая формация на северо-востоке полуострова Земля Пири в Гренландии вблизи мыса Копенгаген (Эйгиля Кнута). Путём применения ряда биостратиграфических, палеомагнитных и радиоизотопных методов датирования в 2022 году исследователи определили осадочные породы формации как сформировавшиеся около 1,9 или 2,1 млн лет назад (ранний плейстоцен), причём продолжительность осадконакопления была оценена примерно в 20 000 лет. Более ранние датировки относили формирование отложений к большому временному интервалу от 4,0 до 0,7 млн лет назад.

## Реконструкция экосистемы по ДНК
В декабре 2022 года палеогенетик Курт Кьер и соавторы сообщили об обнаружении фрагментов экологической (экосистемной) ДНК в отложениях замёрзших грязи и песка на мысе Копенгаген. Возраст в более чем два миллиона лет делает находку древнейшим генетическим материалом, известным на момент открытия (до этого древнейшими считались ДНК двух мамонтов из многолетней мерзлоты Сибири возрастом 1,2—1,0 млн лет).
Сравнение секвенированных последовательностей ДНК с секвенированными ранее геномами различных организмов позволило реконструировать существовавшую в этой местности экосистему, не имеющую современных аналогов. Согласно результатам исследования, экосистема мыса в те времена представляла собой бореальный лес со смешанной растительностью из тополей, берёз и туи, а также разнообразными бореальными и арктическими травами и кустарниками. По ДНК удалось выявить ряд таксонов позвоночных: мастодонтов, северных оленей, зайцев, грызунов, гусей. Беспозвоночные, установленные по ДНК, представлены мадрепоровыми кораллами Merulinidae, муравьями, блохами Pulicidae и мечехвостами Limulidae. Кроме того, были выявлены морские зелёные водоросли.

## Иллюстрации

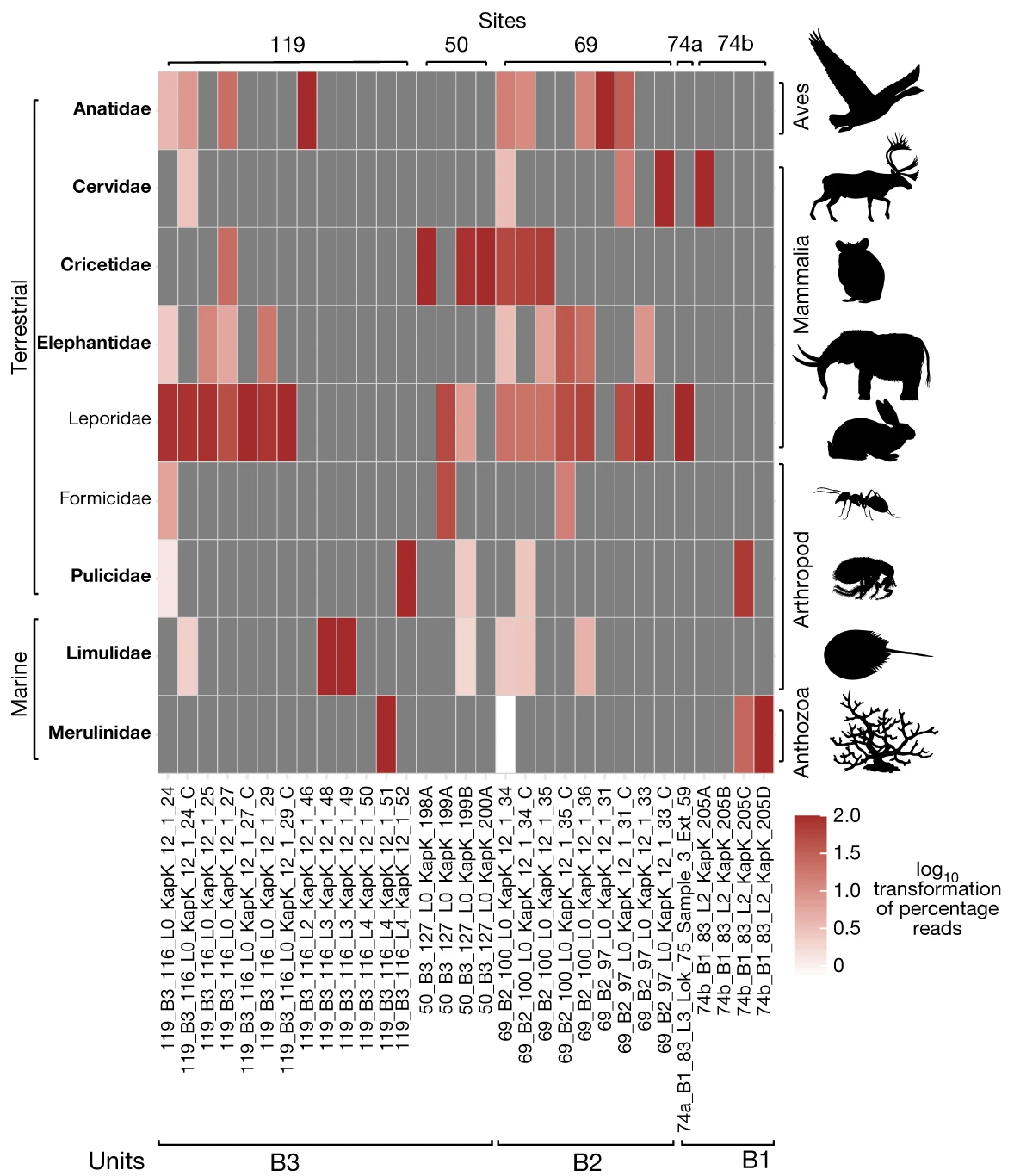
Таксономические профили животных, ДНК которых была обнаружена в формации